# Federico Jusid
Federico Jusid (Buenos Aires, 23 d'abril de 1973) és un pianista i compositor argentí que actualment resideix i treballa entre Madrid i Los Angeles. Ha compost la banda sonora original de més de 40 llargmetratges de ficció i documentals, i nombroses partitures i arranjaments per a publicitat i més de 20 sèries de televisió. Entre les seves composicions originals per a cinema figura El secreto de sus ojos (2009, dirigida per Juan José Campanella), guanyadora de l'Oscar a la millor pel·lícula de parla no anglesa, partitura per la que fou nominat al Goya a la millor música original.
Recentment, ha participat en la banda sonora de la pel·lícula de Ridley Scott Exodus: Gods and Kings, amb composicions addicionals per a Alberto Iglesias i ha compost la música de Kidnap (Luis Prieto), amb Halle Berry i Felices 140 (Gracia Querejeta). Altres bandes sonores destacades de la seva autoria són: Francisco, El Padre Jorge (Beda Docampo Feijóo), Todos tenemos un plan (Anna Piterbarg), La fuga (Eduardo Mignogna), La cara oculta (Andrés Baiz), I Want To Be A Soldier (Christian Molina), ¡Atraco! (Eduard Cortés), i més recentment La vida inesperada (Jorge Torregrossa, co-composta amb Lucio Godoy), Magallanes (Salvador del Solar) Getúlio (Joao Jardim), Betibú (Miguel Cohan) i La ignorancia de la sangre (Manuel Gómez Pereira).
A televisió, el seu treball més reconegut és la banda sonora per a la sèrie de Televisió Espanyola Isabel, amb la que va guanyar diversos premis, com ara el de la International Film Music Critics Association (IFMCA) i el Reel Music Award. El 2015 va reatlizar les bandes sonores per les sèries Bajo sospecha, Refugiados (coproducció amb BBC Internacional) i Carlos, rey emperador, nou drama històric, seqüela d' Isabel.
En el camp de la música per a sales de concert, ha compost obres per a diferents agrupacions de cambra, cor i solistes. Com pianista de concert ha girat per prestigiosos teatres d'Europa, Àsia i Amèrica. Ha gravat per als segells BMG, IRCO, Magenta i Melopea Discos.

## Començaments i formació
Va iniciar els seus estudis de piano i composició als set anys. Des de llavors, la seva trajectòria s'ha repartit entre la formació (titulat “Professor Superior de Música” Conservatori de Buenos Aires, “Master of Music” The Manhattan School of Music, Nova York; “New England CSS”, Boston; i “Diplôme de Exécution Musicale”, Brussel·les), la interpretació (amb una llarga llista de premis internacionals) i la composició, tant de música acadèmica com pel cinema.
Fill del reconegut director de cinema argentí Juan José Jusid i de l'actriu Luisina Brando, Federico va créixer entre escenaris i sets de filmació. Aviat la seva passió per la música i el cinema es van fondre en un interès únic i va començar la seva carrera com a compositor de música per a cinema. En 1994 va signar la seva primera banda sonora original i des de llavors ha compost les partitures de més de 30 llargmetratges, a més de la música per a més de 15 sèries de televisió.

## Carrera
Els seus últims treballs inclouen composicions addicionals per a la BSO d'Alberto Iglesias a Exodus: Gods and Kings de Ridley Scott, i la banda sonora de Kidnap (Luis Prieto), amb Halle Berry, Francisco, El Padre Jorge (Beda Docampo Feijóo), Felices 140 (Gracia Querejeta), Magallanes (Salvador del Solar), La vida inesperada (Jorge Torregrossa), Getúlio (Joao Jardim), Betibú (Miguel Cohan) i La ignorancia de la sangre (Manuel Gómez Pereira).

Entre els seus crèdits en música per a cinema es compten els llargmetratges Todos tenemos un plan (Twentieth Century Fox - Dir. Anna Piterbarg, protagonitzada per Viggo Mortensen), Di que sí (Columbia Pictures - Dir. Juan Calvo); La fuga (Dir.: Eduardo Mignogna), El Custodio (Dir. Rodrigo Moreno), L'habitació de Fermat (Luis Piedrahíta i Rodrigo Sopeña), La cara oculta (Twentieth Century Fox - Dir. Andrés Baiz), I Want To Be A Soldier (Warner - Dir. Christian Molina), Che: Un hombre nuevo (documental, Dir. Tristán Bauer), ¡Atraco! (Dir. Eduard Cortés), i la internacionalment aclamada El secreto de sus ojos (Dir. Juan José Campanella), guanyadora de l'Oscar a Millor Pel·lícula Estrangera, i nominada per als XXIV Premis Goya a Millor Banda Sonora Original.

Els seus treballs en composició de música original per a sèries de televisió inclouen Isabel, Carlos, rey emperador, Bajo sospecha, Refugiados, Gran Reserva, La Señora, 14 de abril. La República, Los Simuladores, Hermanos y detectives i Los misterios de Laura, entre otras.
Altres distincions per al seu treball en cinema i televisió inclouen Millor Música Original al Festival Internacional de Cinema de l'Havana 2010, Millor Música Original en els Premis Clarín 2010 a Buenos Aires, Primer Premi Còndor de Plata de l'Asociación de Cronistas del Espectáculo 2010, Premi Sur de l'Academia de Artes y Ciencias Cinematográficas de la Argentina a Millor Música Original, tots per la pel·lícula El secreto de sus ojos; Premi a Millor Banda Sonora Original per a TV de la International Film Music Critics Association (IFMCA) 2013 i 2014 per la banda sonora d' Isabel, mi reina, que també va guanyar els Reel Music Award 2013 i 2014 a Millor Banda Sonora de Sèrie de TV; Millor Banda Sonora al 12è Festival de Cinema Llatinoamericà de Trieste (Itàlia) en 2006 per la pel·lícula Olga, Victoria Olga; Premi Llanterna del Públic del Programa "El acomodador" per la banda sonora de la pel·lícula Rodrigo en 2001; Primer Premi Pentagrama d'Or 2001 per la banda sonora original de la pel·lícula La fuga al Festival Internacional de Cinema de Mar de Plata; Primer Premi Còndor de Plata per Millor Banda Sonora de l'Any per Bajo Bandera, entregat per l'Asociación Argentina de Cronistas del Espectáculo en 1998.

## Concerts i recitals
Federico Jusid compatibilitza la seva activitat en la composició per a cinema amb la composició per a sales de concert i actuacions com a pianista. Les seves últimes composicions inclouen la peça Tango Rhapsody, per a dos pianos i orquestra simfònica, comissionada pel Martha Argerich Project per l'International Music Festival de Lugano; Enigmas, una peça per a piano comissionada per la Universitat d'Alcalá de Henares (Madrid) al seu V Centenari; Finding Sarasate, comissionada per la Universitat de Navarra per estrenar en el Concert Tribut a Pablo Sarasate; i La Librería del Ingenioso Hidalgo, comissionada per les celebracions del IV Centenari de Don Quixote.
Com a intèrpret de piano, Jusid ha tocat com a solista en nombroses gires en alguns dels més prestigiosos teatres d'Amèrica, Àsia i Europa, incloent Carnegie Weill Hall, New York; Teatro Colón, Buenos Aires; Theater Platz, Frankfurt; Israel Philarmonic Orchestra House, Tel-Aviv; Saint-Severine, París; Piazza Pola, Sicília; Musikmuseet, Estocolm; Centralen Voenen, Sofia; Temppeliaukion Kirkko, Hèlsinki; Hubbard Hall, Nova York; Biblioteca Nacional, Buenos Aires; Teatro Municipal General San Martín, Buenos Aires; Auditorio Conde Duque, Madrid; Paraninfo de la Universitat Complutense, Madrid; Roma; Shanghai, entre d'altres.
A més, amb el Sonor Ensemble, integrat per solistes de l'Orquestra Nacional d'Espanya dirigits per Luis Aguirre, ha realitzat gires de concert per Espanya i Europa.
Com a solista ha actuat al capdavant de les següents orquestres: Sonor Ensemble, Sinfonietta de París, Orquestra Simfònica Nacional de l'Argentina, Orquestra Simfònica de Bratislava, Orquestra Simfònica de Còrdova, Orquestra Simfònica de Bahía Blanca, Orquestra Simfònica de Mar del Plata, Orquestra Simfònica de Santa Fe.
Tant la seva música per a sala de concert com per a cinema i televisió ha estat interpretada per orquestres i solistes internacionals.
Entre les distincions rebudes pel seu treball d'intèrpret i compositor de música acadèmica figuren: Primer premi "Beethoven Piano Competition" (1995), Primer premi "A. Williams Piano Competition" (1995), Primer premi "Radio Nacional Argentina" (1996), Primer premi "C.E.P" (Centro de Estudios Pianísticos) (1996), Primer premi Concurs Internacional de Música de Buenos Aires (1998), Primer premi "Friends of Israel Philharmonic Orchestra" (1998), Primer premi Acadèmia Nacional de Belles Arts - Beca Drago Mitre (1999), Beca de "Fundación Antorchas" (1995 i 1996), Beca de "Germaine Pinault School of Music" (1995), Beca Estudis a l'Estranger de Fundación Antorchas (2001), Distinció Especial “IBLA piano and composition contest” (Italia) per l'obra "concertant pera a piano sol Fleeting Fantasies; Menció Artista Distingit “IBLA contest”, per la interpretació del Concert per a piano i orquestra Op. 15 de J. Brahms; Premi XII Festival Internacional de Música de La Mancha per l'estrena de l'obra La librería del ingenioso hidalgo, comissionada per la celebració del IV Centenari d'El Quijote (2005).

## Treballs

### Música per cinema
| Any  | Pel·lícula                                              | Director                                                           |
| ---- | ------------------------------------------------------- | ------------------------------------------------------------------ |
| 2018 | La noche de 12 años                                     | Álvaro Brechner                                                    |
| 2016 | Neruda                                                  | Pablo Larraín                                                      |
| 2016 | Kidnap                                                  | Luis Prieto Yanguas                                                |
| 2015 | La corona partida                                       | Jordi Frades                                                       |
| 2015 | Francisco, El Padre Jorge                               | Beda Docampo Feijoo                                                |
| 2015 | Magallanes                                              | Salvador del Solar                                                 |
| 2015 | Felices 140                                             | Gracia Querejeta                                                   |
| 2014 | Exodus: Gods and Kings                                  | Ridley Scott (músiques addicionals per la BSO d' Alberto Iglesias) |
| 2014 | La vida inesperada                                      | Jorge Torregrossa                                                  |
| 2014 | Getúlio                                                 | Joao Jardim                                                        |
| 2014 | Pancho, el perro millonario                             | Tom Fernández                                                      |
| 2014 | Betibú                                                  | Miguel Cohan                                                       |
| 2014 | La ignorancia de la sangre                              | Manuel Gómez Pereira                                               |
| 2012 | Todos tenemos un plan                                   | Ana Piterbarg                                                      |
| 2012 | ¡Atraco!                                                | Eduard Cortés                                                      |
| 2012 | Audacia                                                 | Hatem Khraiche                                                     |
| 2011 | La cara oculta                                          | Andrés Baiz                                                        |
| 2010 | I Want to Be a Soldier                                  | Christian Molina                                                   |
| 2009 | El secreto de sus ojos                                  | Juan José Campanella                                               |
| 2009 | Che: Un hombre nuevo                                    | Tristán Bauer                                                      |
| 2009 | Mis días con Gloria                                     | Juan José Jusid                                                    |
| 2007 | La habitación de Fermat                                 | Luis Piedrahíta i Rodrigo Sopeña                                   |
| 2007 | Salir pitando                                           | Álvaro Fernández Armero                                            |
| 2007 | Ladrones                                                | Jaime Marques                                                      |
| 2006 | Las manos                                               | Alejandro Doria                                                    |
| 2006 | El partido                                              | Juan Calvo                                                         |
| 2006 | Olga, Victoria Olga                                     | Mercedes Farriols                                                  |
| 2005 | El custodio                                             | Rodrigo Moreno                                                     |
| 2005 | El nexo                                                 | Sebastián Antico                                                   |
| 2005 | Els noms d'Alícia                                       | Pilar Ruiz-Gutiérrez                                               |
| 2005 | La marea                                                | Pablo Bravo                                                        |
| 2004 | Di que sí                                               | Juan Calvo                                                         |
| 2004 | The Waiting, A Dancing Story                            | José Cabeza                                                        |
| 2004 | Los años robados                                        | Fátima Gil & Manuel Gómez                                          |
| 2002 | Apasionados                                             | Juan José Jusid                                                    |
| 2002 | No debes estar aquí                                     | Jacobo Rispa                                                       |
| 2001 | La fuga                                                 | Eduardo Mignogna                                                   |
| 2001 | Rodrigo, la película                                    | Juan Pablo Laplace                                                 |
| 2000 | Papá es un ídolo                                        | Juan José Jusid                                                    |
| 1999 | Esa maldita costilla                                    | Juan José Jusid                                                    |
| 1998 | Un argentino en New York                                | Juan José Jusid                                                    |
| 1997 | Bajo bandera                                            | Juan José Jusid                                                    |
| 1996 | ¿Dónde estás amor de mi vida que no te puedo encontrar? | Juan José Jusid                                                    |
| 1995 | Muerte dudosa                                           | Juan José Jusid                                                    |
| 1994 | Peor es nada                                            | Pablo Kova                                                         |

### Música per televisió
| Any  | Títol                                        | Nota                                                                       |
| ---- | -------------------------------------------- | -------------------------------------------------------------------------- |
| 2018 | Fariña\|\| Temporada 1 - Televisión Española |                                                                            |
| 2015 | Teresa                                       | (telefilm) Dir. Jorge Dorado / Televisión Española                         |
| 2015 | Carlos, Rey Emperador                        | Temporada I – Diagonal Televisión / Televisión Española                    |
| 2015 | Refugiados                                   | Temporada I – Bambú Producciones / ATresMedia                              |
| 2015 | Bajo sospecha                                | Temporada I – Bambú Producciones / ATresMedia                              |
| 2014 | Isabel                                       | Temporada III – Diagonal Televisión / Televisión Española                  |
| 2014 | Los misterios de Laura                       | Temporada III - Ida Y Vuelta Pf / Televisión Española                      |
| 2013 | Gran Reserva                                 | El pago de los Cortázar – Bambú Producciones / Televisión Española         |
| 2013 | Gran reserva: El origen                      | Bambú Producciones / Televisión Española                                   |
| 2013 | Isabel                                       | Temporada II – Diagonal Televisión / Televisión Española                   |
| 2012 | Isabel                                       | Temporada I – Diagonal Televisión / Televisión Española                    |
| 2012 | 14 de abril. La República                    | Temporada II – Diagonal Televisión / Televisión Española                   |
| 2012 | Gran Reserva                                 | Temporada III – Bambú Producciones / Televisión Española                   |
| 2012 | Hispania, la leyenda                         | Temporada III – Bambú Producciones / Antena 3                              |
| 2012 | Los misterios de Laura                       | Temporada II - Ida Y Vuelta Pf / Televisión Española                       |
| 2011 | 14 de abril. La República                    | Temporada I – Diagonal Televisión / Televisión Española                    |
| 2011 | Gran Reserva                                 | Temporada II – Bambú Producciones / Televisión Española                    |
| 2011 | Hispania, la leyenda                         | Temporada II – Bambú Producciones / Antena 3                               |
| 2010 | Tierra de lobos                              | Temporada I - Multipark / Telecinco                                        |
| 2010 | Hispania, la leyenda                         | Temporada I – Bambú Producciones / Antena 3                                |
| 2010 | Gran Reserva                                 | Temporada I – Bambú Producciones / Televisión Española                     |
| 2010 | El Gordo: Una historia verdadera             | (telefilm)- Zebra Producciones / Antena 3                                  |
| 2009 | Los misterios de Laura                       | Temporada I - Ida Y Vuelta Pf / Televisión Española                        |
| 2009 | De repente, los Gómez                        | Sony Entertainment / Telecinco                                             |
| 2009 | La Señora                                    | Temporada II / III - Diagonal Televisión / Televisión Española             |
| 2009 | No estás sola, Sara                          | (telefilm) Dir. Carlos Sedes - Ficcionamedia/ Televisión Española          |
| 2009 | La familia Mata                              | Temporada III - Notrofilms / Antena 3                                      |
| 2008 | Hermanos y detectives                        | Temporada II - Cuatro Cabezas / Telecinco                                  |
| 2008 | Hero Kids                                    | (Sèrie d'Animació) – Alma Ata International Pictures / Televisión Española |
| 2008 | Plan América                                 | Notrofilms                                                                 |
| 2008 | La familia Mata                              | Temporada II - Notrofilms / Antena 3                                       |
| 2008 | La Señora                                    | Temporada I - Diagonal Televisión / Televisión Española                    |
| 2007 | Hermanos y detectives                        | Temporada I - Cuatro Cabezas / Telecinco                                   |
| 2007 | Cuestión de sexo                             | Notrofilms / Cuatro                                                        |
| 2007 | Aprendiendo a vivir                          | (telefilm) – Dir. José Mª Caro – Grupo Ganga – Televisión Española         |
| 2007 | La familia Mata                              | Temporada I - Notrofilms / Antena 3                                        |
| 2007 | Años perdidos                                | (telefilm) – Dir. José Mª Caro – Grupo Ganga – Televisión Española         |
| 2006 | Los simuladores                              | Sony / Notrofilms / Cuatro                                                 |
| 2003 | El pantano                                   | Antena 3                                                                   |
| 1998 | Drácula                                      | Dir. Diego Kaplan - América TV                                             |
| 1996 | ¿Dónde estás amor de mi vida...?             | Dir. Juan José Jusid - Canal 13                                            |

## Premis
| Any  | Títol                     | Premi                                                                              | Categoria                   | Resultat  |
| ---- | ------------------------- | ---------------------------------------------------------------------------------- | --------------------------- | --------- |
| 2019 | La Noche de los 12 Años   | Premis Platino                                                                     | Millor Música Original      | Pendent   |
| 2015 | Francisco, El Padre Jorge | Premis Sur (Academia de las Artes y Ciencias Cinematográficas de la Argentina)     | Millor Música Original      | Nominat   |
| 2015 | Isabel (T. III)           | International Film Music Critics Association (IFMCA) Award                         | Best Original Score         | Guanyador |
| 2015 | Getùlio                   | Grand Prix del Cinema Brasilero - Academia Brasilera de Cinema                     | Millor Música Original      | Nominat   |
| 2015 | Isabel (T. III)           | Reel Music Award (International Film Music Critics Association)                    | Best Score Television       | Guanyador |
| 2015 | Isabel (T. III)           | Movie Music UK Award                                                               | Best Score Television       | Guanyador |
| 2015 | Isabel (T. III)           | Premis Iris (Academia Española de Televisión)                                      | Millor Música per Televisió | Nominat   |
| 2014 | La vida inesperada        | Premis Feroz (Asociación Española de Informadores Cinematográficos)                | Millor Música Original      | Nominat   |
| 2014 | Betibú                    | Premis Sur (Academia de las Artes y Ciencias Cinematográficas de la Argentina)     | Millor Música Original      | Nominat   |
| 2014 | Isabel (T. II)            | International Film Music Critics Association (IFMCA) Award                         | Best Original Score         | Guanyador |
| 2014 | Isabel (T. II)            | Reel Music Award (International Film Music Critics Association)                    | Best Score Television       | Guanyador |
| 2010 | El secreto de sus ojos    | XXIV Premis Goya (Academia de las Artes y las Ciencias Cinematográficas de España) | Millor Música Original      | Nominat   |
| 2010 | El secreto de sus ojos    | XXXI Festival de Internacional de Nuevo Cine Latinoamericano de La Habana          | Millor música original      | Guanyador |
| 2010 | El secreto de sus ojos    | XXII Premis Clarín                                                                 | Millor música original      | Guanyador |
| 2010 | El secreto de sus ojos    | Primer Premi Cóndor de Plata (Asociación de Cronistas del Espectáculo)             | Millor música original      | Guanyador |
| 2009 | El secreto de sus ojos    | Premi Sur (Academia de Artes y Ciencias Cinematográficas de la Argentina)          | Millor música original      | Guanyador |
| 2006 | Olga, Victoria Olga       | XXI Latin-American Film Festival de Trieste                                        | Millor música original      | Guanyador |
| 2001 | Rodrigo, la película      | “Linterna” Premi del Públic Programa El acomodador (Argentina)                     | Millor música original      | Guanyador |
| 2001 | La fuga                   | Pentagrama de Oro - XVI Festival Internacional de Cine de Mar de Plata             | Millor música original      | Guanyador |
| 1998 | Bajo bandera              | Primer Premi Cóndor de Plata (Asociación de Cronistas del Espectáculo)             | Millor música original      | Guanyador |